# Красный Октябрь (кондитерская фабрика)
«Красный Октябрь» — российская и советская кондитерская фабрика, с конца XIX века до 2007 года располагавшаяся в комплексе зданий на Берсеневской набережной в Москве. Построена фирмой «Эйнем» в 1890-е годы; после Октябрьской революции была национализирована и получила настоящее название. С названием фабрики прочно связано и наименование площадки в центре Москвы.
В 2000-е годы предприятие вошло в состав компании «Объединённые кондитеры». После закрытия в 2007 году производства на Берсенёвской набережной корпуса фабрики были в основном сохранены и переоборудованы под офисы, торговые и выставочные площади. Владельцы предприятия сохранили юридическое лицо (ПАО «Московская кондитерская фабрика «Красный Октябрь»), производственные мощности которого были размещены в новом корпусе Бабаевской кондитерской фабрики на Малой Красносельской улице.

## Предыстория
Датой основания фирмы Эйнема считается 1849 год. В этот год 6 декабря кондитер Теодор Фердинанд фон Эйнем «имел счастье поставлять» изделия своего мастерства к столу членов императорской семьи, и за те изделия удостоился высочайшего одобрения Императрицы и Великих княгинь. Уже через два года, в 1851 году, на Арбате начала работу мастерская по изготовлению конфет и шоколада, открытая подданным Вюртемберга Теодором Фердинандом фон Эйнемом. В 1867 году в справочнике «Фабрично-заводские предприятия Российской империи» появляется запись: «Эйнем. Товарищество паровой фабрики шоколада, конфет и чайных печений». В 1869 году к Эйнему присоединился предприниматель Юлиус Гёйс (Julius Heuss; 1832—1907). Вдвоём они открыли кондитерский магазин на Театральной площади, закупили за рубежом новейшую паровую машину и построили первое здание фабрики на Софийской набережной Москвы-реки.

Благотворительность Эйнема

С каждого проданного фунта нового печенья Эйнем жертвовал пять копеек серебром, из которых половина суммы поступала в пользу благотворительных заведений Москвы, а другая половина — в пользу Немецкой школы для бедных и сирот.
Первая официальная запись о фирме «Эйнем. Товарищество паровой фабрики шоколада, конфет и чайных печений» появляется в 1867 году в справочнике «Фабрично-заводские предприятия Российской империи». К этому времени фирма уже имела награды Всероссийских мануфактурных выставок: бронзовую (1864) и серебряную (1865) медали. Фирма производила: карамель, конфеты, шоколад, какао-напитки, пастилу, печенье, бисквиты, пряники, глазированные фрукты, мармелад.
После смерти Эйнема в 1876 году фабрикой стал руководить Юлиус Гёйс, однако ставшее популярным среди москвичей название компании он менять не стал.

## Строительство фабрики

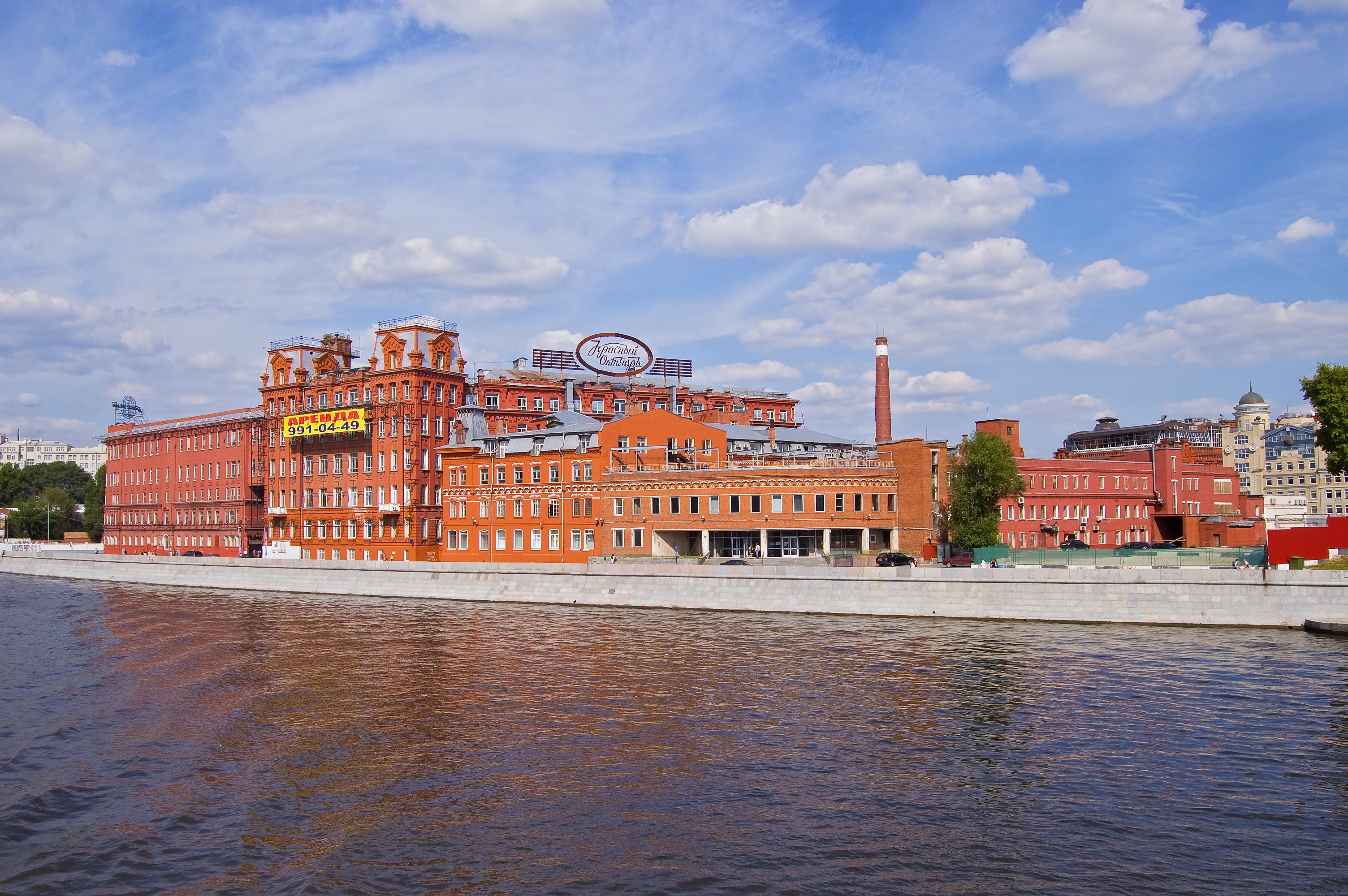
Здание кондитерской фабрики «Красный Октябрь» на Берсеневской набережной

В 1889 году в связи с расширением производства Гёйс приобрёл несколько участков на Берсеневской набережной. Одним из первых зданий, построенных на новом участке, стал производственный корпус работы архитектора А. В. Флодина. В дальнейшем по проекту архитектора А. М. Калмыкова было возведено ещё несколько производственных корпусов и доходных домов, составивших основу ансамбля фабрики. Формирование ансамбля фабрики было завершено в 1914 году присоединением доходного дома Суконной фабрики, переоборудованного под гаражи. Всего для фабрики Эйнема на берсеневском участке, ставшем основным, было построено 23 здания.
В 1896 году на Всероссийской промышленно-художественной выставке в Нижнем Новгороде продукция «Эйнем» награждена золотой медалью и удостоилась Государственного Герба. В 1900 году фирма получает два Гран-при на Всемирной выставке в Париже за ассортимент и качество шоколада. В 1913 году «Эйнем» удостаивается звания поставщика двора Его Императорского Величества.
К началу XX века фирма «Эйнем» владела двумя фабриками в Москве, филиалами в Симферополе и Риге, несколькими магазинами в Москве и Нижнем Новгороде.

Этикетки продукции «Эйнем» работы Мануила Андреева
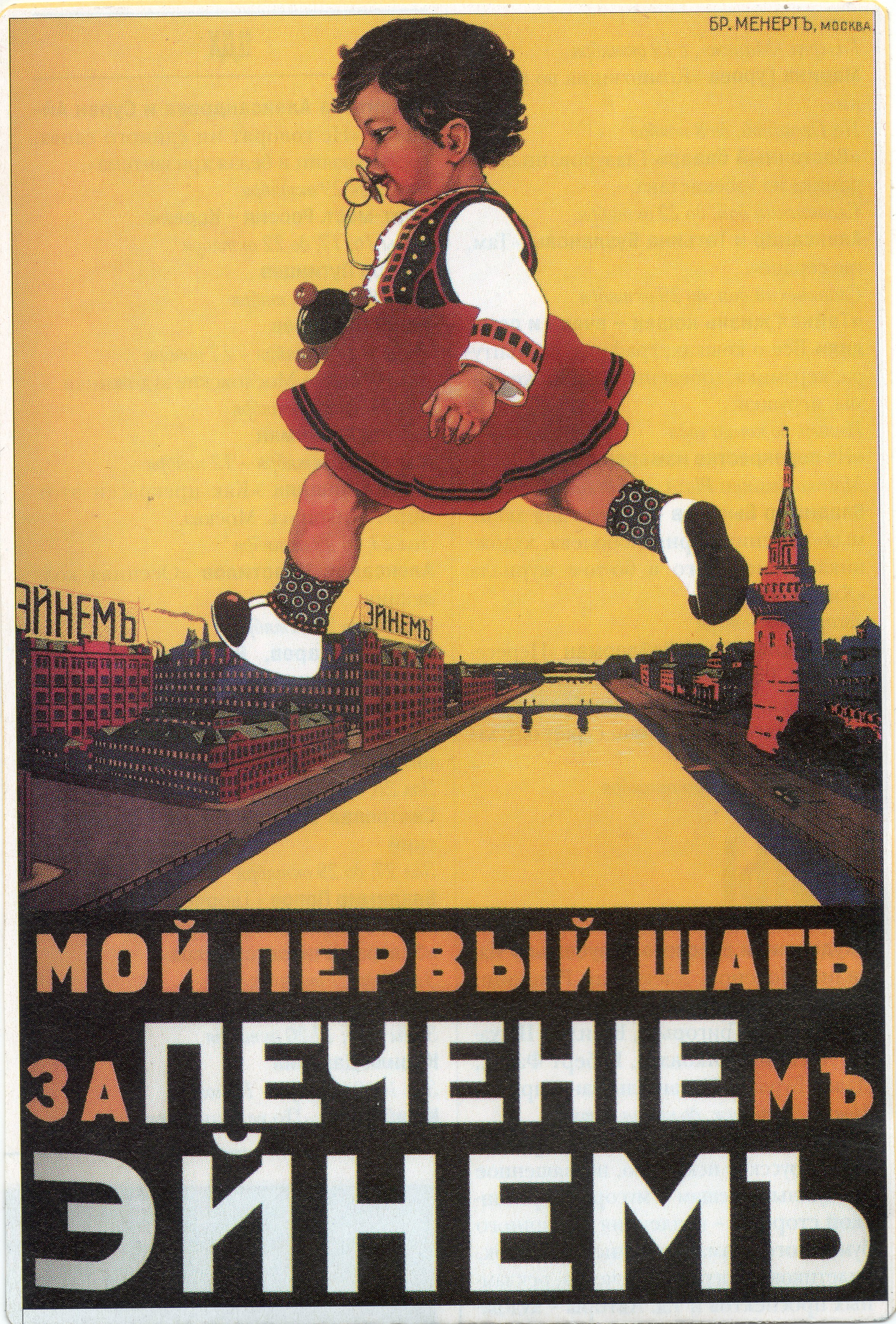
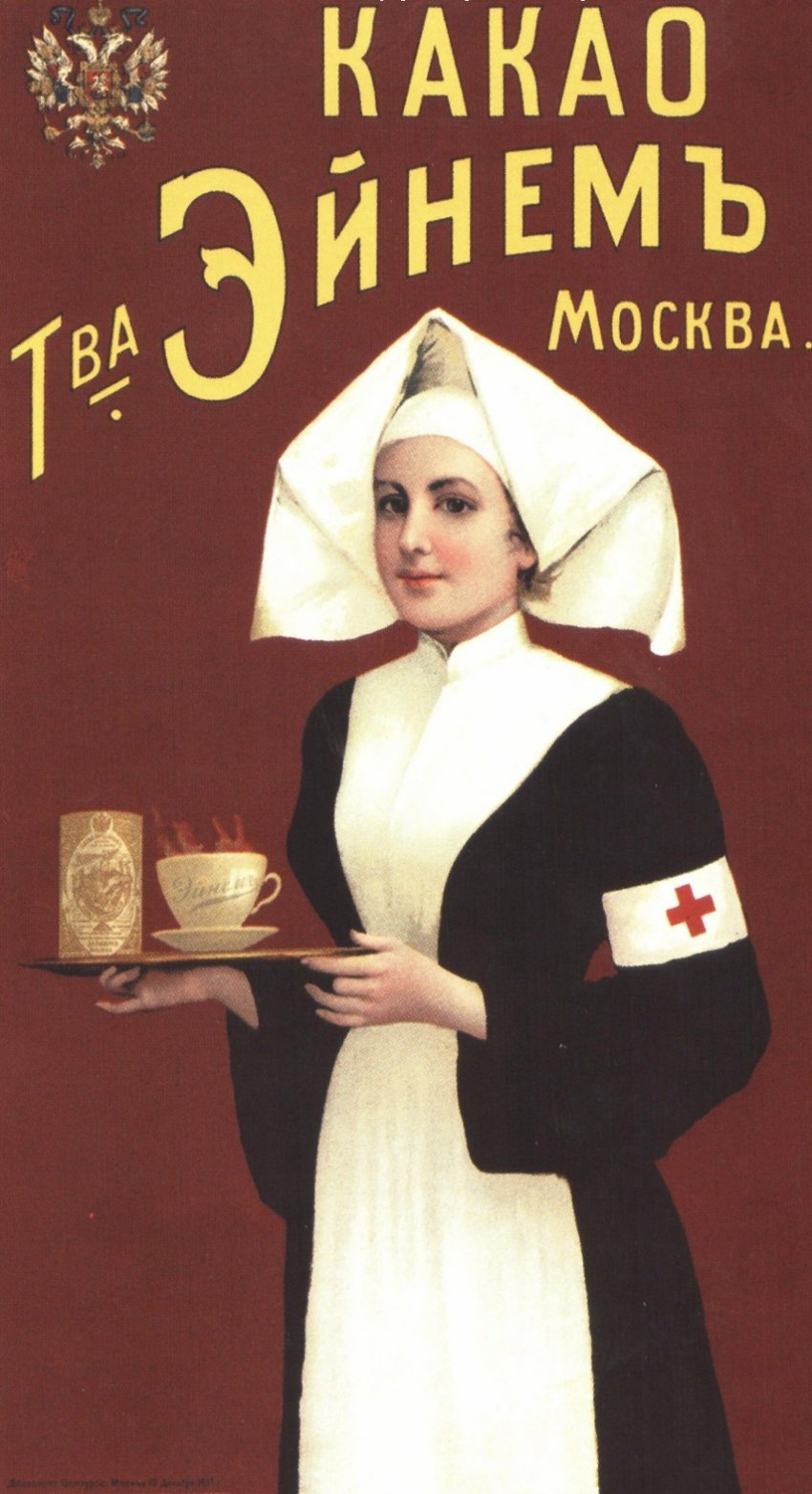
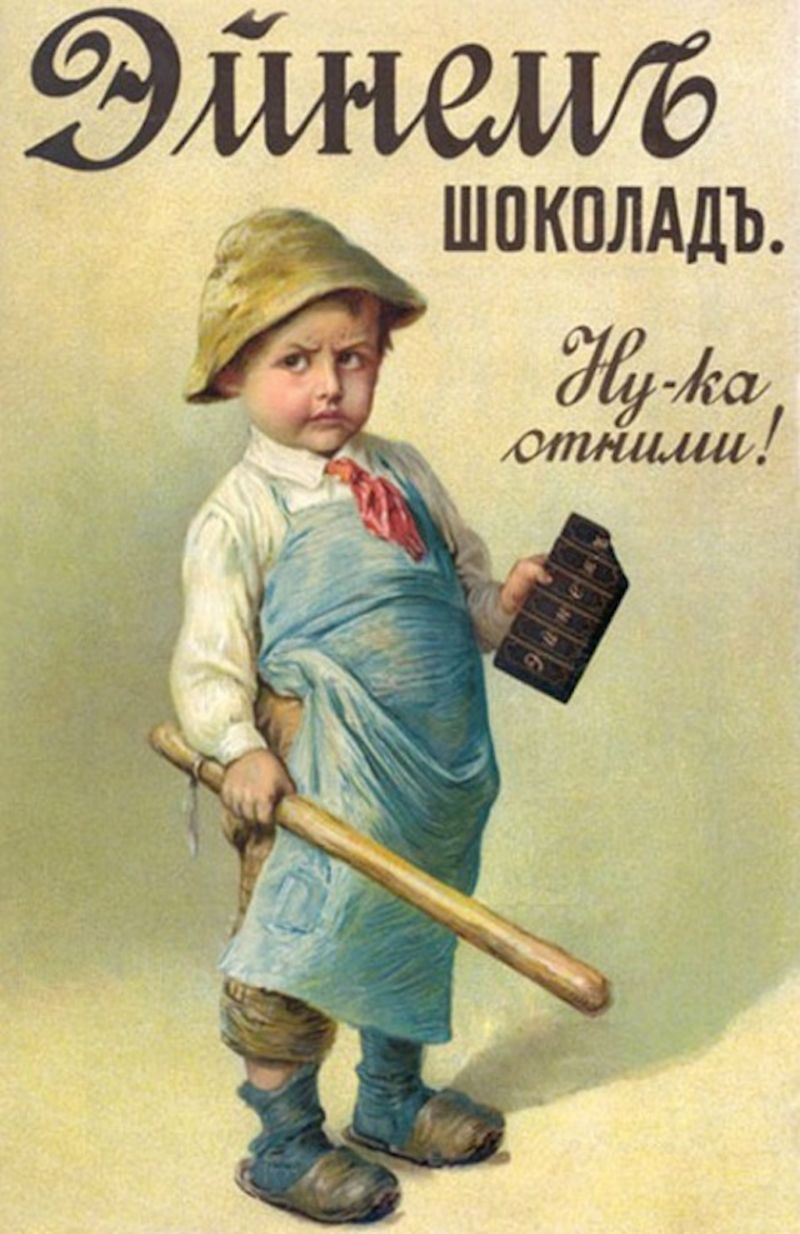
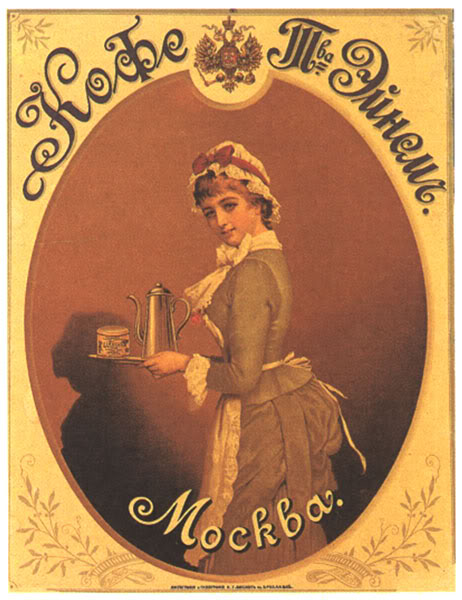
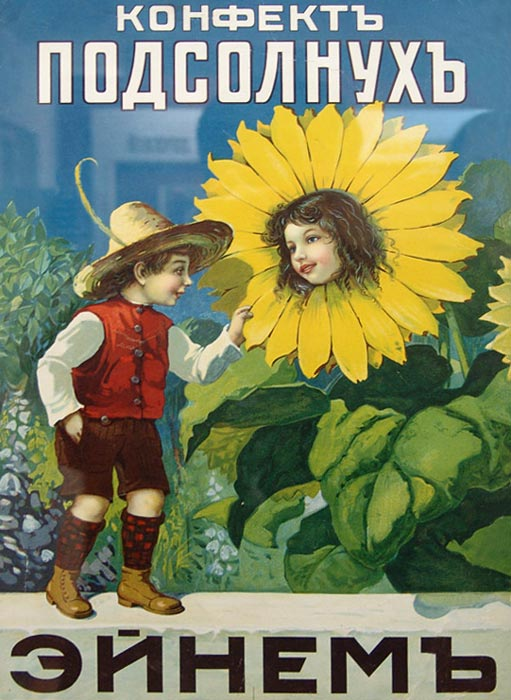
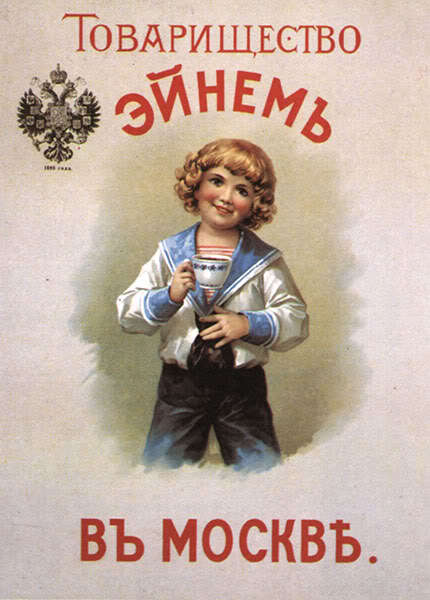

## Красный Октябрь

Фабрика «Красный Октябрь» в 1920-е годы.

После Октябрьской революции 1917 года фабрика была национализирована и стала называться «Государственная кондитерская фабрика № 1, бывшая „Эйнем“», в 1922 году была переименована в «Красный Октябрь».
Производство на фабрике не останавливали, и уже к 1925 году уровень производства 1913—1914 годов был перекрыт. В это время разрабатываются: шоколад «Золотой ярлык», конфеты «Сливочная помадка с цукатом», «Сливочная тянучка», «Южная ночь», ирис «Кис-кис». В конце 1930-х годов была проведена масштабная реконструкция зданий фабрики на Берсеневской набережной.
Во время Великой Отечественной войны производство кондитерских изделий на фабрике было практически приостановлено: выпускались шоколад «Гвардейский» и «Кола» с повышенным содержанием теобромина и кофеина. Кроме этого, производились концентраты каш и сигнальные шашки. За доблестный труд во имя Победы коллектив «Красного Октября» семь раз награждали переходящим Почётным знаменем Государственного комитета обороны. В 1946 году знамя было передано фабрике на вечное хранение.
После войны на фабрике внедрены комплексно-механизированные поточные линии по производству карамели и ириса. Производство продолжало расти, и в 1960-х годах потребовалось расширение помещений фабрики на Берсеневской набережной; некоторые корпуса были надстроены.
В 1966 году фабрика награждена орденом Ленина, а её директор Анна Гриненко стала Героем Социалистического Труда.
В 1981 году директором «Красного Октября» был назначен Анатолий Даурский.
В 1992 году фабрика преобразована в открытое акционерное общество. В 1999 году компания приобрела петербургскую Кондитерскую фабрику имени Самойловой (бывшее «Товарищество Ж. Бормана»).
В 1994 году в здании фабрики на Берсеневской набережной был создан музей.
В 2000-е годы фабрика вошла в компанию «Объединённые кондитеры» российской финансово-промышленной группы «Гута», консолидировавшей значительные кондитерско-промышленные активы, в частности, в компанию также вошли Бабаевская кондитерская фабрика (бывшее товарищество «Абрикосов и сыновья») и фабрика «Рот Фронт» (бывший «Торговый дом Леновых»).

## Закрытие и перепрофилирование

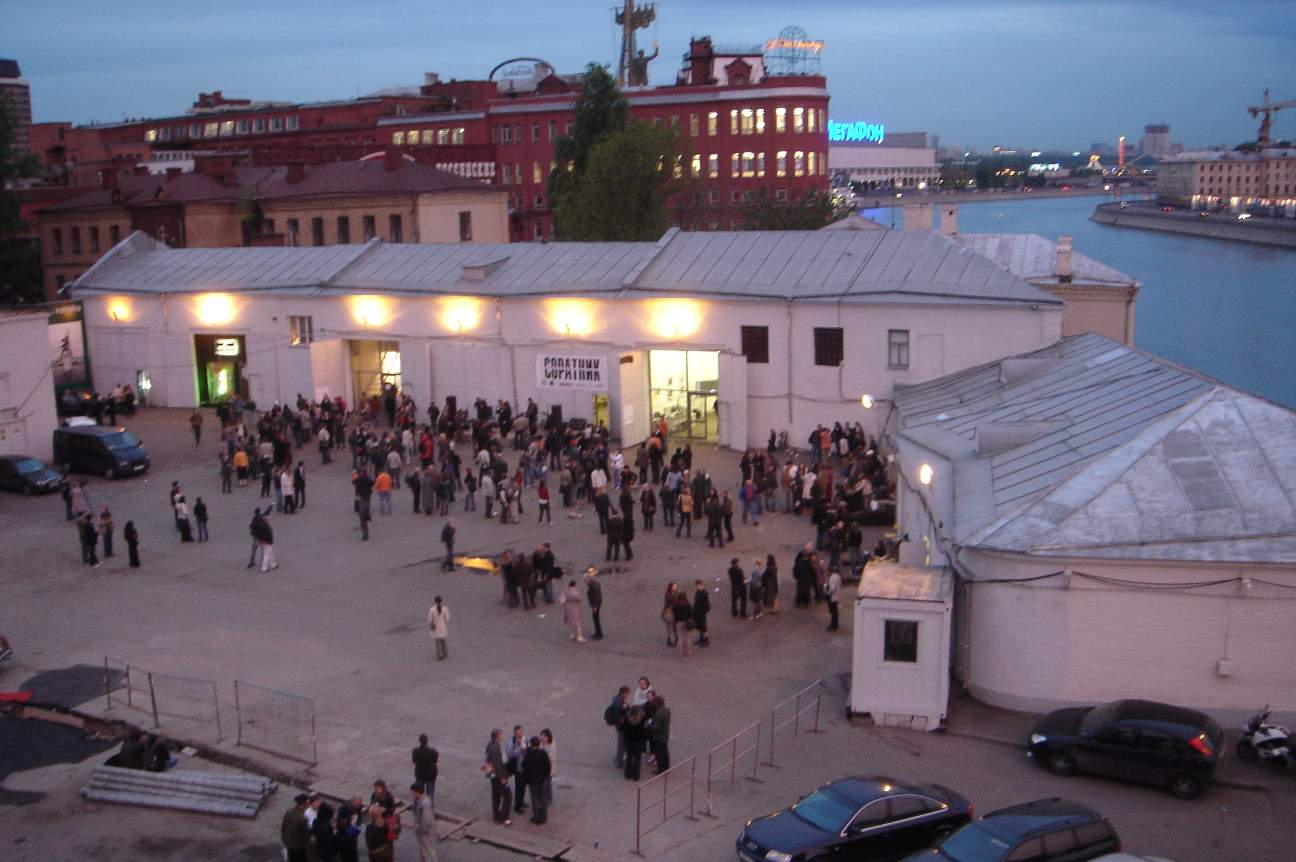
Вручение премии «Соратник» на АРТСтрелке 19 мая 2006 года

В 2004 году открылась первая очередь Патриаршего моста, обеспечившего удобный подход к ближайшей станции метро («Кропоткинская»), с этого времени началось формирование выставочно-торгового комплекса на территории фабрики. 18 сентября 2004 года в помещениях бывших гаражей фабрики «Красный Октябрь» по инициативе художника Владимира Дубосарского был открыт культурный центр «АРТСтрелка», просуществовавший до 2009 года. Позднее на территории фабрики проходили многочисленные художественные выставки, ярмарки современного искусства, открылись художественные галереи.
В 2007 году производство было перенесено в новый корпус площадью 48 тыс. м² на территории Бабаевской фабрики на Малой Красносельской улице, производственные мощности здесь выросли на 45 %. Сохранено юридическое лицо «Красный Октябрь», акции которого по состоянию на 2015 год торгуются на Московской бирже (тикер KROT). Новый владелец бывших фабричных корпусов — «Гута-девелопмент» — сдаёт помещения в аренду; среди арендаторов — институт «Стрелка», ВЦИОМ, несколько архитектурных бюро, конференц-центр Digital October, несколько выставочных центров, ресторанов и магазинов.